# Pereira (Kolumbien)
Pereira (früher: Villa de Robledo und Antigua Cartago, auch Cartago Viejo) ist eine kolumbianische Gemeinde (municipio)  am westlichen Fuß der Zentralkordilleren, etwa in der Mitte des „Goldenen Dreiecks“ zwischen den größten kolumbianischen Städten Bogotá, Medellín und Cali. Pereira ist seit 1966 die Hauptstadt des Departamento Risaralda.

## Geographie

### Lage
Pereira liegt am westlichen Fuß der Zentralkordilleren zwischen den Flüssen Río Otún und Río Consota. Auf der anderen Seite des Otún liegt die kleinere Schwesterstadt Dosquebradas. Wegen ihrer Lage wird die Stadt auch „Perle des Otún“ genannt. Ein weiterer Name ist auch: „la trasnochadora, querendona y morena“.

### Nachbargemeinden
Das Gebiet der Stadt ist von folgenden Gemeinden umgeben (von Nord im Uhrzeigersinn): Marsella, Dosquebradas, Santa Rosa de Cabal, Santa Isabel, Anzoátegui, Ibagué, Salento, Filandia, Ulloa, Cartago, Ansermanuevo, Balboa und La Virginia. Zusammen mit La Virginia und Dosquebradas bildet Pereira die Metropolregion Área Metropolitana de Centro Occidente (AMCO).

### Gemeindegliederung
Die Stadt Pereira gliedert sich in 19 Bezirke (comunas): Ferrocarril, Olímpica, San Joaquín, Cuba, Del Café, El oso, Perla del Otún, Consota, El Rocío, El poblado, El jardín, San Nicolás, Centro, Río Otún, Boston, Universidad, Villavicencio, Oriente und Villasantana. Ländliche Ortschaften im Gemeindegebiet (corregimientos) sind Altagracia, Arabia, Caimalito, Cerritos, Combia Alta, Combia Baja, La Bella, La Estrella - La Palmilla, La Florida, Morelia, Puerto Caldas und Tribunas.

### Geologie
Pereira liegt in einer Gegend erhöhter seismischer und vulkanischer Tätigkeit. In der Nähe Pereiras liegen die Vulkane Nevado del Tolima, Nevado del Ruiz und Santa Isabel. Am 25. Januar 1999 erschütterte ein schweres Erdbeben die Gegend um Pereira. Das Epizentrum lag in nur 80 km Entfernung. Die Stadt hatte 61 Tote zu beklagen. Insgesamt waren 41.500 Personen betroffen, davon 11.000 Obdachlose. An etwa 10 % der Häuser traten Sachschäden auf: 760 waren total zerstört, 1693 unbewohnbar und 6308 beschädigt.

### Klima
Durch die Lage in der Nähe des Äquators und zwischen zwei Andenketten gibt es in Pereira keine ausgeprägten Regen- und Trockenzeiten sowie keine großen Temperaturunterschiede im Laufe des Jahres. Die Durchschnittstemperatur ist etwa 22 °C, die mittlere Niederschlagsmenge beträgt etwa 2750 mm pro Jahr.
|                       | Jan  | Feb  | Mär  | Apr  | Mai  | Jun  | Jul  | Aug  | Sep  | Okt  | Nov  | Dez  |   |      |
| Mittl. Tagesmax. (°C) | 27,8 | 28,1 | 28,0 | 27,2 | 27,0 | 26,8 | 27,5 | 27,6 | 27,3 | 26,7 | 26,5 | 27,1 | ⌀ | 27,3 |
| Mittl. Tagesmin. (°C) | 16,1 | 16,2 | 16,4 | 16,4 | 16,3 | 16,0 | 15,9 | 15,9 | 15,6 | 15,7 | 15,9 | 16,2 | ⌀ | 16   |
|                       |      |      |      |      |      |      |      |      |      |      |      |      |   |      |
| Niederschlag (mm)     | 123  | 115  | 178  | 235  | 235  | 171  | 124  | 124  | 189  | 274  | 278  | 162  | Σ | 2208 |
|                       |      |      |      |      |      |      |      |      |      |      |      |      |   |      |
| Sonnenstunden (h/d)   | 6,3  | 6,0  | 5,3  | 4,4  | 4,6  | 5,0  | 6,0  | 5,7  | 4,9  | 4,4  | 5,2  | 5,8  | ⌀ | 5,3  |
|                       |      |      |      |      |      |      |      |      |      |      |      |      |   |      |
| Luftfeuchtigkeit (%)  | 72   | 72   | 72   | 76   | 77   | 77   | 74   | 73   | 73   | 77   | 81   | 74   | ⌀ | 74,8 |

| 16,1 |

| 16,2 |

| 16,4 |

| 16,4 |

| 16,3 |

| 16,0 |

| 15,9 |

| 15,9 |

| 15,6 |

| 15,7 |

| 15,9 |

| 16,2 |

| 16,1 |

| 16,2 |

| 16,4 |

| 16,4 |

| 16,3 |

| 16,0 |

| 15,9 |

| 15,9 |

| 15,6 |

| 15,7 |

| 15,9 |

| 16,2 |

## Bevölkerung und Einwohnerentwicklung
Bei der Volkszählung 1870 war der Distrikt Pereira mit 633 Einwohnern noch der zweitkleinste Ort im Municipio Quindío, dessen Hauptort Cartago damals 7696 Einwohner zählte. Die Provinzhauptstadt Popayán kam auf 8485 Einwohner. Durch den großen Zustrom von Siedlern aus der nördlichen Provinz Antioquia, die sich in Pereira eine eigene Existenz aufbauen wollten, wuchs die Stadt überdurchschnittlich schnell. Als 1905 das Departamento Caldas gegründet wurde, hatte Pereira bereits 19.000 Einwohner und war dort die zweitgrößte Stadt, nach der Hauptstadt Manizales mit 25.000 Einwohnern. Die Gemeinde Pereira hat heute 478.892 Einwohner, von denen 406.340 im städtischen Teil (cabecera municipal) der Gemeinde leben (Stand: 2019). Die Metropolregion ist mit 717.914 Einwohnern der achtgrößte Ballungsraum Kolumbiens.

## Geschichte

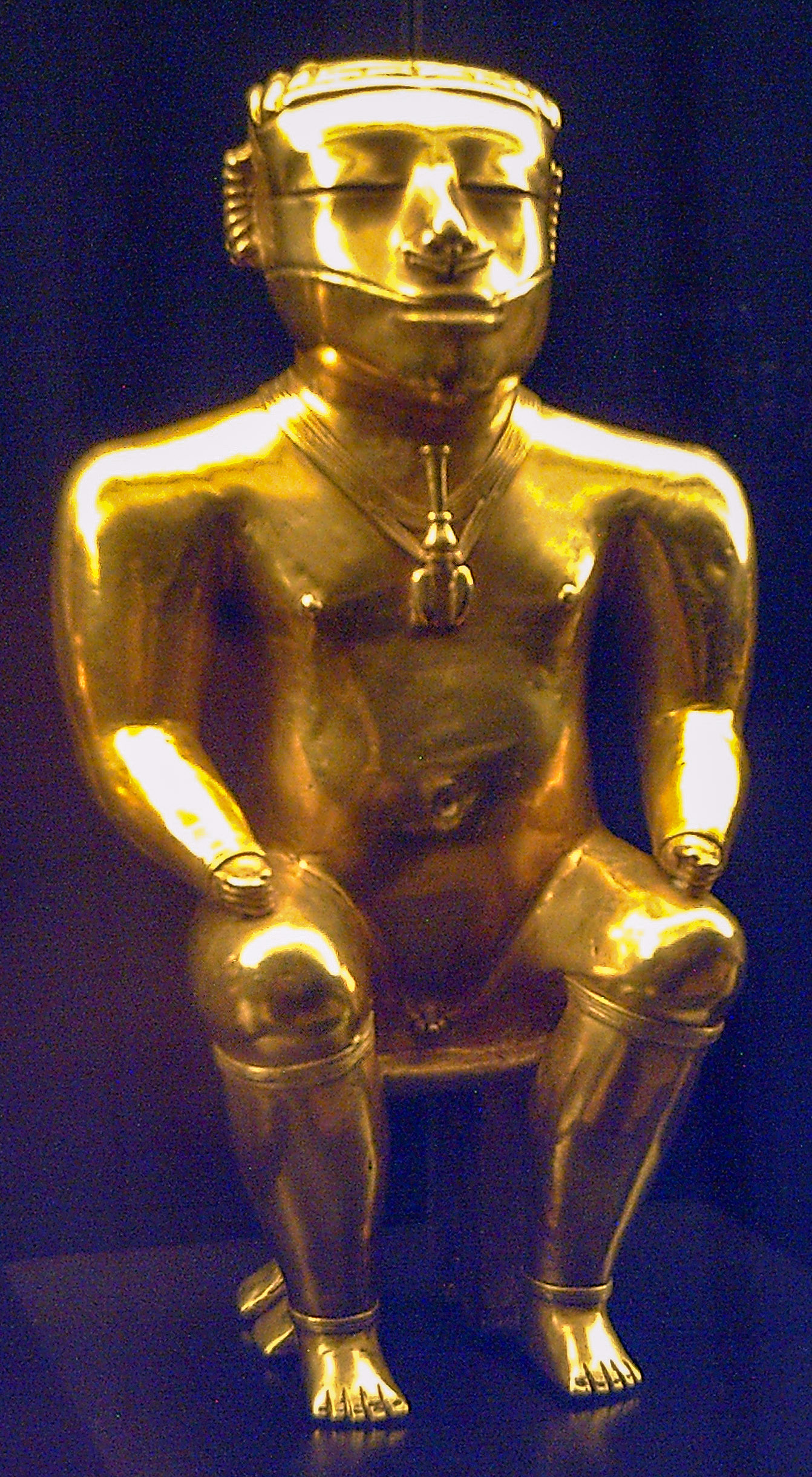
Quimbaya-Skulptur aus Gold

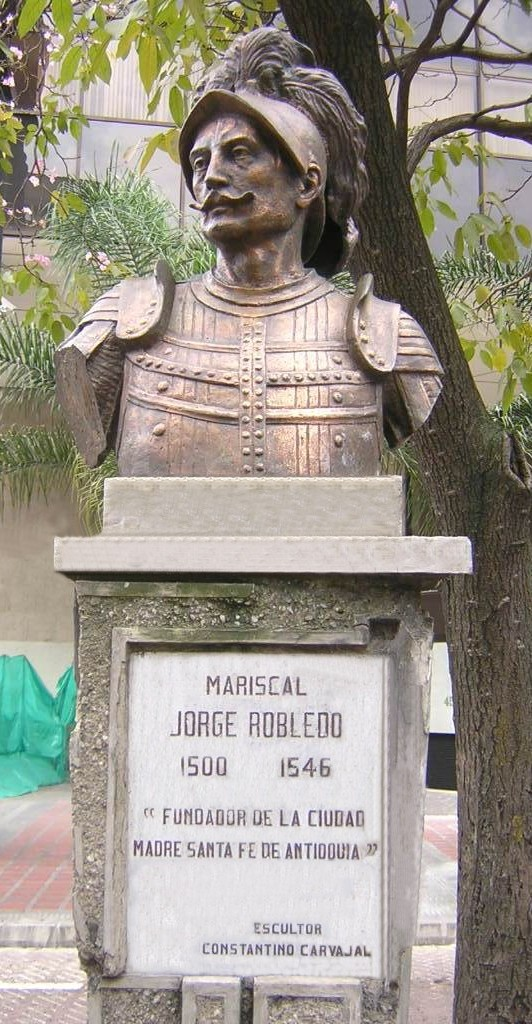
Büste von Robledo in Medellin

In präkolumbianischer Zeit war die Gegend von Quimbaya-Indios besiedelt, die vor allem für ihre Goldschmiedekunst berühmt waren. Die spanische Besiedelung begann mit der Gründung der Stadt Cartago durch den Konquistador Jorge Robledo im Jahr 1540. Diese Stadt wurde jedoch 1691 in das Cauca-Tal verlegt, wo sie heute als Cartago existiert.
Im Jahre 1816 hielt sich der kolumbianische Freiheitskämpfer José Francisco Pereira Martinez mit einigen Freunden in den Ruinen von Cartago versteckt. Nach der Unabhängigkeit Kolumbiens erwarb er 1826 vom Staat diese Gegend für den Kaufpreis von 4234 Pesos und 6 Reales.
Ab den 1840ern kam es zu größeren Umschichtungen in der Bevölkerungsverteilung von Kolumbien. Vor allem aus der ärmeren Provinz Antioquia zogen Siedler in den Süden ihrer Provinz und ins südlich benachbarte Cauca (heute Valle del Cauca), um sich mit einem eigenen Stück Land selbstständig zu machen. Auch in der Gegend des vormaligen Cartago entstand eine Siedlung. Die Bewohner des Dorfes errichteten an der heutigen Plaza Bolívar eine kleine Kirche und baten den zuständigen Bischof, sie weihen zu lassen. Dies erfolgte am 30. August 1863 durch den Priester Remigio Antonio Cañarte. Dieses Datum gilt heute als Gründungsdatum der Stadt Pereira, obwohl es sich nicht um eine politische, sondern eine kirchliche Aktion handelte, und auch das Dorf zu diesem Zeitpunkt noch nicht den Namen Pereira trug. Cañarte stammte aus Cartago und war sechs Tage zuvor mit anderen Bürgern nach "Alt-Cartago" (Antigua Cartago) umgezogen, um sich hier niederzulassen. So entstand im Dorf eine Mischung aus ehemaligen Bewohnern der Stadt Cartago und aus Siedlern, die aus der Provinz Antioquia zugezogen waren.
Pereira Martinez war kurz zuvor gestorben, und seine Ländereien hatte sein Sohn Guillermo Pereira Gamba geerbt. Dieser ließ im Laufe des Jahres 1865 davon 98 Parzellen ausweisen und an Siedler verkaufen. Zu dieser Zeit setzte sich auch der Ortsname Pereira zu Ehren des Vaters durch. Dies wurde spätestens mit der Erhebung des Dorfes zu einem eigenen Distrikt innerhalb der Provinz offiziell, was am 20. Januar 1870 geschah. Eine zweite Landverteilung wurde auf staatliche Initiative vorgenommen. Sie umfasste eine wesentlich größere Zahl von Parzellen und zog sich von 1871 bis 1884 hin. Nach diesen beiden Landverteilungen hatte sich die Einwohnerzahl vervielfacht, und die Stadt Pereira hatte ihre noch heute sichtbare Struktur etabliert.
Nach dem Krieg der Tausend Tage wurde Kolumbien neu organisiert, und 1905 wurde aus Teilen von Antioquia und Cauca das neue Departamento Caldas gegründet, dessen Hauptstadt Manizales wurde. Das Departamento war in drei Provinzen eingeteilt, wobei Pereira Hauptort der Provinz Robledo wurde. Als 1966 ein Teil von Caldas als Departamento Risaralda herausgelöst wurde, wurde Pereira dessen Hauptstadt.

## Religionen

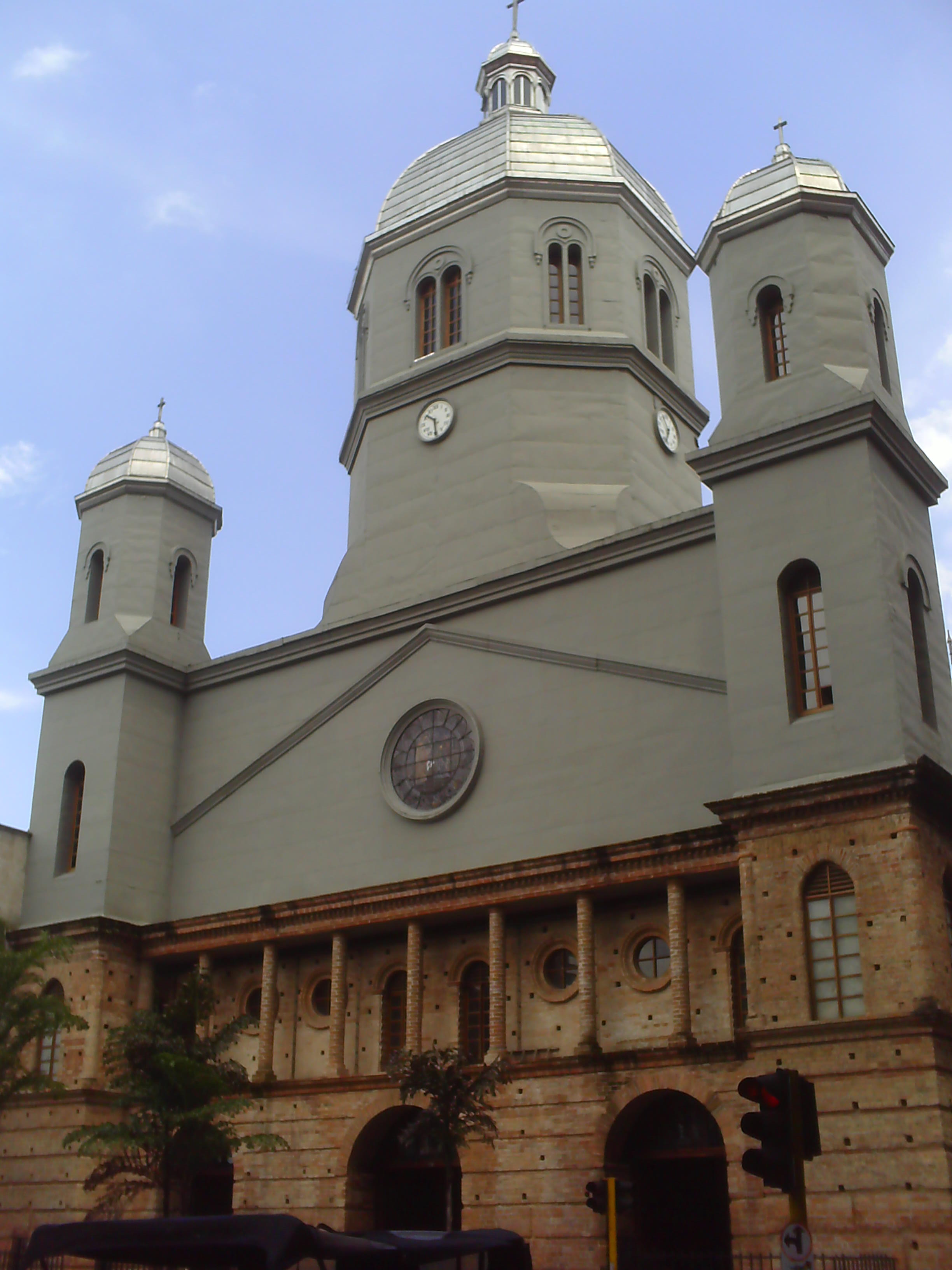
Kathedrale von Pereira

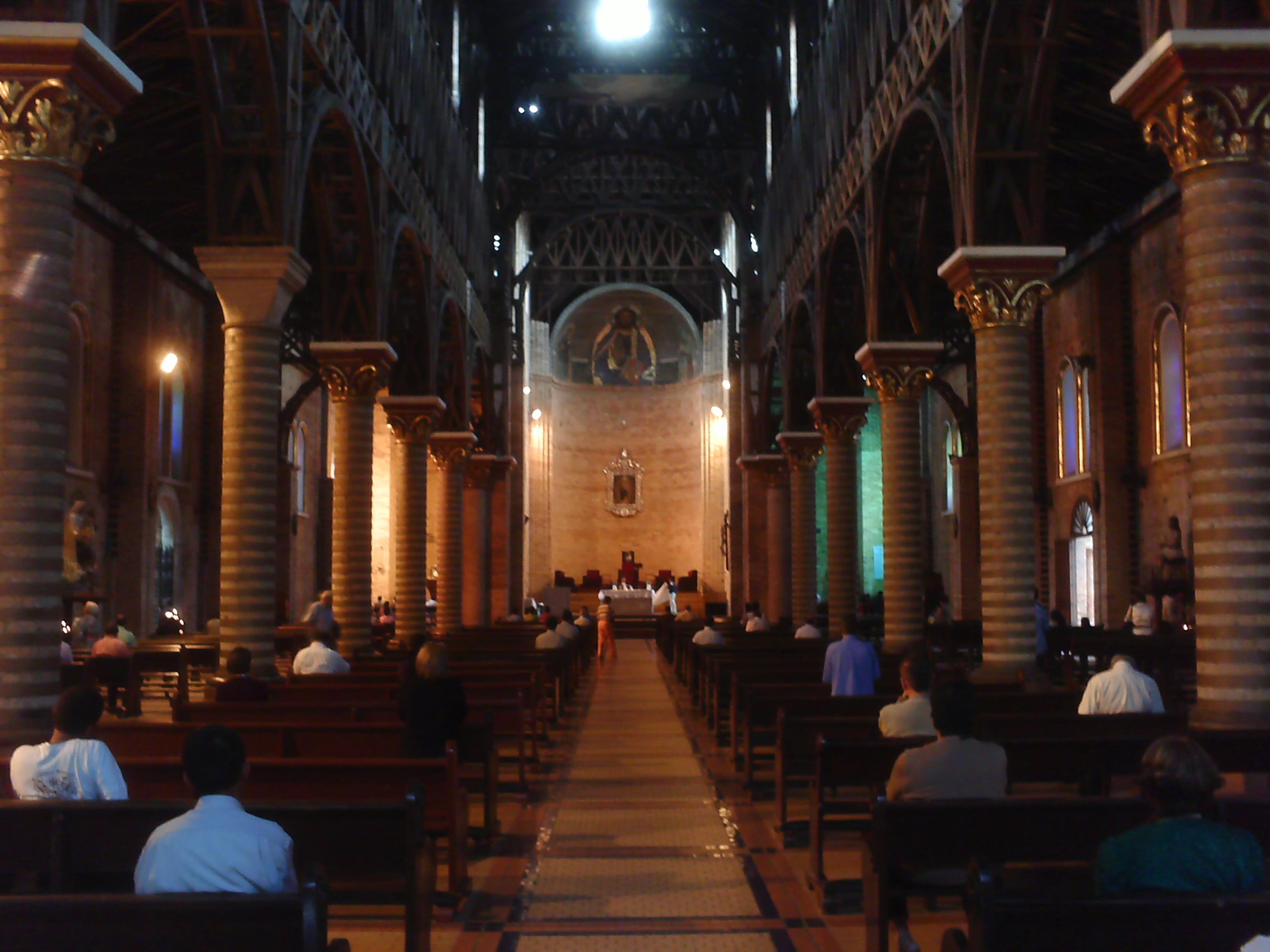
Innenansicht der Kathedrale von Pereira

Vorherrschend in Pereira ist die katholische Denomination. Schon zu Zeiten der spanischen Herrschaft stand im damaligen Cartago eine Kirche, die St. Georg geweiht war. Mit der Verlegung der Stadt existierte in der Gegend zwar keine eigenständige Kirchengemeinde mehr, aber doch Kirchen und Kapellen, in denen Taufen gehalten wurden.
Die Dorfbewohner errichteten 1862 eine kleine Kirche mit Strohdach und baten in einem Brief an den Bischof von Popayán, die Kirche durch den Priester Remigio Antonio Cañarte weihen zu lassen. Interessant ist hierbei, dass die Erweiterung des kirchlichen Einflussgebietes nicht von der Kirchenleitung ausging, sondern von den Dorfbewohnern selbst. Die Weihung der Kirche am 30. August 1863 auf den Namen Santa Iglesia de Nuestra Señora de la Pobreza gilt als das offizielle Gründungsdatum Pereiras, auch wenn die Siedlung zu diesem Zeitpunkt diesen Namen noch nicht trug und es sich um einen kirchlichen und nicht um einen politischen Akt handelte. Eine Kirche war jedoch ein wichtiger Kristallisationspunkt für eine Neubesiedlung. Die gemeinsame Religion war ein wichtiges Bindeglied zwischen den Siedlern aus Antioquia und den aus Cartago zugezogenen Bewohnern.
Mit der Segnung der Kirche war Pereira noch keine eigenständige Kirchengemeinde. Dieser Schritt erst zwischen 1870 und 1874 vollzogen, etwa zur selben Zeit, in der Pereira ein eigener Distrikt wurde und die Dorfbewohner sich entschieden, die kleine Kirche durch einen großen Bau zu ersetzen.
Ein kirchliches Gremium, das für den Neubau verantwortlich war, wurde am 6. Juli 1873 eingesetzt und kaufte am 6. Mai 1874 ein Grundstück an der carrera de Colón (heute: Carrera 7, an der Westseite der plaza Bolívar), wo auch schon im spanischen Cartago die Kirche stand. Durch mehrere Zukäufe in den Jahren 1881 und 1883 wurde das Grundstück erheblich vergrößert.
Der Bau der Kirche war Gemeinschaftsarbeit, bei der die Bewohner einen Beitrag in Form von Arbeitsleistung oder Ersatzzahlung zu leisten hatten. Die Kirche konnte 1890 auf den Namen Nuestra Señora de la Pobreza geweiht werden, wurde aber durch das Erdbeben vom 31. Januar 1906 zerstört.
Das Dach des Nachfolgebaus erhielt eine Holzkonstruktion aus 13503 Elementen, die Erschütterungen besser standhalten konnte. Nach dem schweren Erdbeben vom 25. Januar 1999 waren Ausbesserungen notwendig. Während dieser Arbeiten fand man Gräber, die wohl aus der Zeit vor 1691 datieren, als die Stadt unter dem Namen Cartago besiedelt war.
Bis zum 11. April 1900 gehörte die Kirchengemeinde Pereira zum Bistum Popayán, anschließend zum neugegründeten Bistum Manizales. Seit dem 17. Dezember 1952 existiert das Bistum Pereira.

## Politik

### Bürgermeister
Bei den kolumbianischen Kommunalwahlen am 30. Oktober 2011 wurde auch der Bürgermeister von Pereira gewählt. Das endgültige Ergebnis wurde erst knapp vier Wochen nach der Wahl bekannt gegeben, da die Wahlbehörde eine Nachzählung angeordnet hatte. Offenbar war es zu Manipulationsversuchen bei der Auszählung gekommen. Als Sieger wurde Enrique Vasquez Zuleta von der U-Partei erklärt.

### Stadtsymbole
Das Wappen vereint Symbole der präkolumbianischen, der kolonialen und der modernen Geschichte Pereiras. Der goldene Frosch war ein heiliges Tier der Quimbaya-Indios und stand für Fruchtbarkeit und Beweglichkeit. Die halbe Sonne und die zwei Kronen wurden dem Wappen des alten Cartago entnommen. Die drei ineinandergreifenden Hände stehen für Einheit, Solidarität und Gemeinschaft der modernen Stadt. Der Kaffee- und der Lorbeerzweig stellen den landwirtschaftlichen Reichtum und den Sieg der Stadt über die Widrigkeiten dar.
Die Flagge zeigt ein gelbes Dreieck auf scharlachrotem Grund, die das Blut der Söhne Pereiras und den Reichtum des Bodens symbolisieren. In der Mitte steht auf einem Stab eine rote phrygische Mütze, die die Freiheit darstellt.

## Kultur und Sehenswürdigkeiten

### Parks
Der größte öffentliche Park der Stadt ist der Parque Olaya Herrera, der in den 1930ern in der Nähe des damaligen Bahnhofs errichtet wurde. Weitere bekannte Parks sind der Parque Bolívar, Parque el Lago Uribe Uribe mit seinem runden Teich und der Parque de la Libertad.
Die Technologische Universität von Pereira unterhält einen botanischen Garten (Jardín Botánico Universidad Tecnológica De Pereira, JBUTP). Er wurde 1983 gegründet und kann nach Voranmeldung besucht werden. Er erstreckt sich über eine Fläche von 12,7 Hektar und verfügt über 1500 m angelegte Wege. Der Botanische Garten dient der Universität für Forschung und Lehre, aber auch der Bevölkerung zur Bildung und Erholung.
Der 1959 eröffnete Zoo Matecaña ist mit 7,5 ha Fläche einer der größten und traditionsreichsten Tierparks Kolumbiens. Er beherbergt über 150 Tierarten, davon 80 % einheimische. Nach dem Tod des Drogenbosses Pablo Escobar übergab der kolumbianische Staat einige afrikanische Tiere aus dessen Privatzoo an den Zoo Pereiras. Eine Besonderheit des Zoos sind Liger, eine Kreuzung aus Löwe und Tiger. Sieben Tiere wurden hier geboren, inzwischen lebt nur noch einer in diesem Zoo.

### Sehenswürdigkeiten

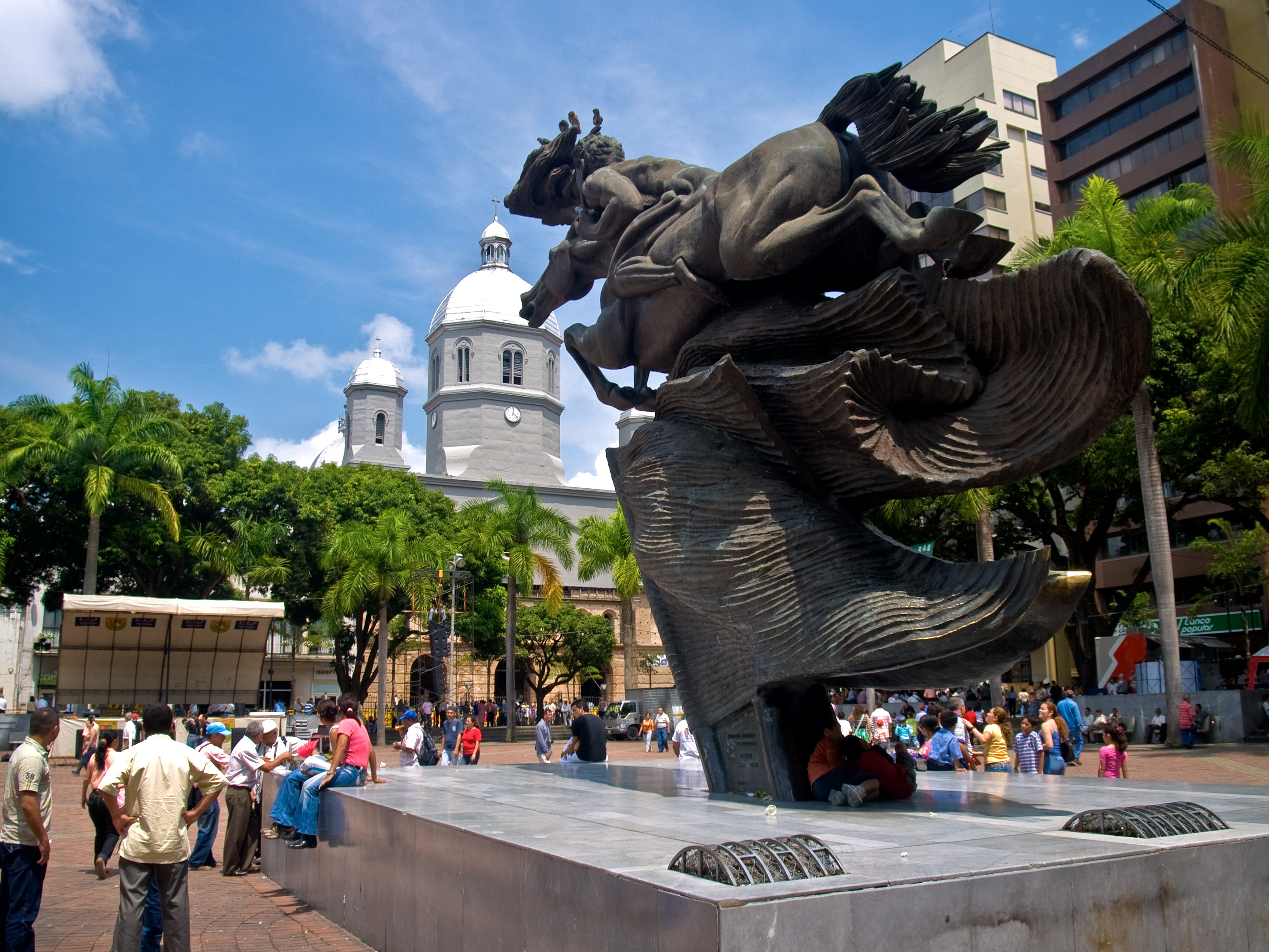
Plaza Bolívar. Im Vordergrund die Skulptur Bolívar Desnudo im Hintergrund die Catedral de Nuestra Señora de la Pobreza.

Wirtschaftliches und kulturelles Zentrum der Stadt ist die Ciudad Victoria um die Plaza Bolívar, die auch den historischen Mittelpunkt der Stadt bildet. An diesem Platz oder in der unmittelbaren Umgebung befinden sich Einkaufszentren, die Kathedrale, das Kulturzentrum, das Museum der modernen Kunst, die Stadtbibliothek und der Egoya-Stadtpark.
In der Stadt befinden sich einige Skulpturen des kolumbianischen Künstlers Rodrigo Arenas Betancur. Das auffälligste davon ist das Denkmal Bolívar Desnudo in der Stadtmitte auf der Plaza de Bolívar, das den Staatsgründer Simón Bolívar nackt auf einem Pferd zeigt. Ebenfalls sehr bekannt und oft abgebildet ist die Skulptur El Cristo Sin Cruz (der Christus ohne Kreuz) an der Iglesia Nuestra Señora de Fátima. Weiterhin hat er El Prometeo Encadenado (Der gefesselte Prometheus) gestaltet, sowie ein Monument für die Stadtgründer (Monumento a los Fundadores).

### Sport
Der Fußballverein Deportivo Pereira spielt zurzeit in der zweiten kolumbianischen Liga Primera B. Von Mitte 2014 bis Anfang 2015 trug auch der vormals in Itagüí ansässige Verein Águilas Doradas seine Heimspiele in Pereira aus. Das Stadion Estadio Hernán Ramírez Villegas war Spielort für die südamerikanische Fußballmeisterschaft Copa América 2001 und für die U-20-Fußball-Weltmeisterschaft 2011. Seit 2009 findet in Pereira jährlich das Tennis-Turnier Seguros Bolívar Open Pereira statt, das zur ATP Challenger Tour zählt. Außerdem gibt es in Pereira das Schwimmstadion Piscinas Oliípicas, das 3000 Zuschauern Platz bietet und die Radrennbahn Alfonso Hurtado Velodrome für 6400 Zuschauer.

### Öffentliche Einrichtungen
Das städtische Kulturzentrum Centro Cultural Lucy Tejada wurde 2005 eröffnet und ist nach der kolumbianischen Malerin Lucy Tejada Sáenz benannt, die aus Pereira stammt. Hier finden kulturelle Veranstaltungen jeglicher Art statt. Außerdem befindet sich der Hauptsitz der Akademie für Geschichte und die Stadtbibliothek im Gebäude.

### Regelmäßige Veranstaltungen
Seit 2007 wird in Pereira jährlich ein Halbmarathon (Media Maratón del Eje Cafetero) ausgetragen, dessen Streckenverlauf über das Viadukt auch in das benachbarte Dosquebradas führt. Zusätzlich zu der Frauen- und Männerwertung in verschiedenen Altersklassen gibt es dabei auch einen Wettbewerb für Handbikes.

## Verkehr

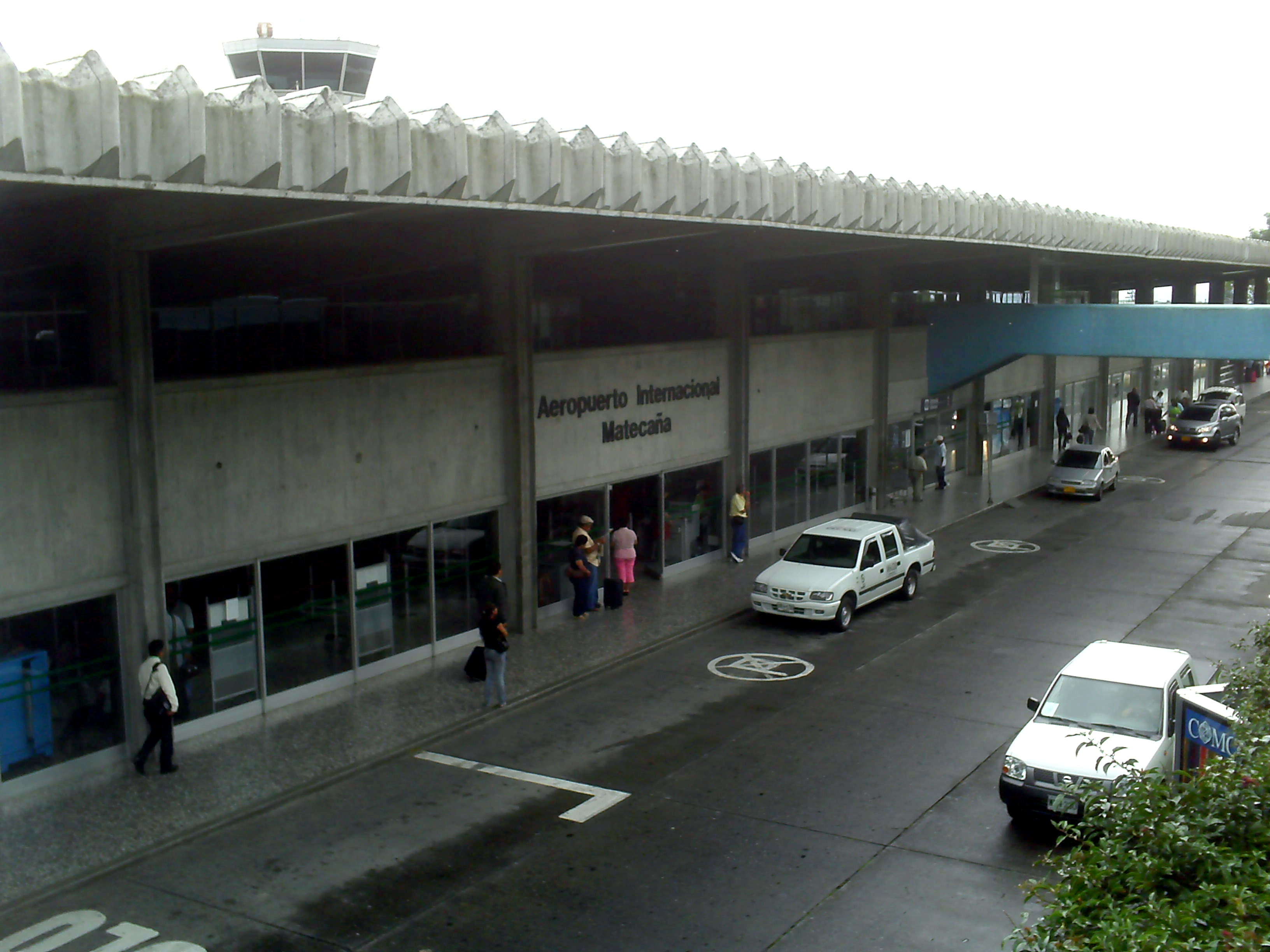
Der Flughafen Aeropuerto Internacional Matecaña

### Flugverkehr
Der internationale Flughafen Matecaña liegt etwa 5 km westlich des Stadtzentrums. Er verbindet Pereira mit verschiedenen Städten Kolumbiens. International werden Miami (American Airlines ) und Panama-Stadt (Copa Airlines) angeflogen.

### Straßenverkehr
Pereira ist durch gut ausgebaute, teils vierspurige Fernverkehrsstraßen mit den Städten Manizales, Armenia und Cali verbunden. Fernstraßen, die von der Gesellschaft Autopistas del Cafe betrieben werden, sind mautpflichtig.
Mit der Schwesterstadt Dosquebradas auf der anderen Seite des Río Otun ist Pereira durch das Viadukt Viaducto César Gaviria Trujillo verbunden, das am 15. November 1997 dem Verkehr übergeben wurde. Der Namensgeber César Gaviria Trujillo war 1990–1994 Präsident Kolumbiens und stammt aus Pereira. Über diese Brücke fließt auch der Fernverkehr nach Manizales.

### Busverkehr
Für den Fernverkehr steht der Busbahnhof Terminal im Süden der Stadt zur Verfügung. Der öffentliche Nahverkehr wird durch mehrere Buslinien bedient. Seit August 2006 ist der Megabús im Einsatz, der mit Gelenkbussen auf drei Linien auf separaten Fahrspuren und abgeschlossenen Einstiegsstellen entlang der Hauptstraßen für schnelle Verbindungen innerhalb von Pereira und nach Dosquebradas sorgt.

### Schienenverkehr
Im Dezember 1911 entschied die aufstrebende Provinz Caldas, zu der Pereira damals gehörte, eine Eisenbahnlinie von der Provinzhauptstadt Manizales zum Río Cauca zu errichten, um den Transport der Kaffeeernten zu erleichtern. Mit dem Bau der Schmalspurstrecke Ferrocarril de Caldas wurde im August 1915 in Puerto Caldas begonnen, Pereira wurde 1920 erreicht. Als Endstation der Caldas-Bahn und damit Verladestation für Kaffee erfuhr die Stadt einen starken Aufschwung. Die Strecke wurde 1927 bis zur Provinzhauptstadt Manizales fortgeführt. Etwa zur selben Zeit wurde eine Nebenstrecke nach Armenia gebaut, die 1927 in einem Teilabschnitt und 1929 vollständig in Betrieb ging.
1948 wurde die Eisenbahn von der Bundesregierung gekauft. Zuerst ging der Betrieb an die Ferrocarril del Pacífico, ab 1951 an die hierzu landesweit gegründete Betreibergesellschaft Consejo Nacional de Ferrocarriles (CNF). Einige Jahre später wurden die Eisenbahnstrecken stillgelegt. Im ehemaligen Bahnhofsgebäude findet sich heute die Stadtbibliothek  Biblioteca Pública Municipal Ramón Correa.
Die elektrische Straßenbahn in Pereira wurde am 26. Februar 1927 eröffnet. Der Betrieb wurde wahrscheinlich 1956 eingestellt.

## Wirtschaft

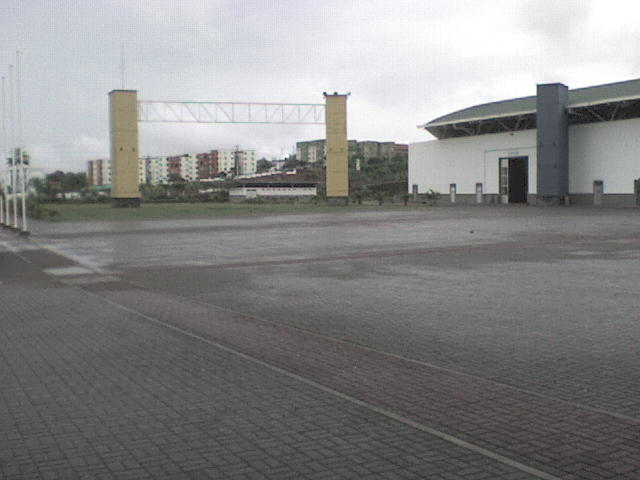
Kongresszentrum Expofuturo

Als größte Stadt der weiteren Umgebung ist Pereira wichtiger Umschlagplatz für Einzel- und Großhandel. Zusammen mit den Regionen der Nachbarstädte Armenia und Manizales bildet die Gegend um Pereira das Zentrum des Kaffeeanbaus in Kolumbien (Eje Cafetero).
Der primäre Wirtschaftssektor trägt 4,8 % zur Wirtschaftsleistung bei, der sekundäre 26,7 % und der tertiäre 68,5 % (Stand 2009). Das Bruttosozialprodukt betrug im Jahre 2010 umgerechnet 5555 US-Dollar. Die Arbeitslosenquote lag in den letzten Jahren zwischen 13 % und 20 % und betrug im Jahr 2010 18,8 %.
Die Wirtschaftsleistung der Stadt teilt sich auf die Branchen folgendermaßen auf (Stand 2010):
| Branche                                  | Anteil an der Anzahl der Unternehmen | Anteil am Umsatz |
| ---------------------------------------- | ------------------------------------ | ---------------- |
| Landwirtschaft                           | 2,5 %                                | 4,4 %            |
| Bergbau                                  | 0,0 %                                | 0,1 %            |
| Strom, Gas und Wasser                    | 0,1 %                                | 2,7 %            |
| Industrie                                | 8,4 %                                | 17,3 %           |
| Baugewerbe                               | 2,1 %                                | 6,2 %            |
| Handel. Gaststätten und Hotels           | 59,7 %                               | 19,3 %           |
| Verkehr und Nachrichtenübermittlung      | 5,5 %                                | 11,7 %           |
| Finanzsektor                             | 12,9 %                               | 15,3 %           |
| Soziale und persönliche Dienstleistungen | 8,7 %                                | 26,0 %           |

Für Messen, Kongresse und Ausstellungen unterhält die Handelskammer das Zentrum Expofuturo in der Nähe des Flughafens.

## Bildung
Pereira besitzt mehrere Hochschulen, darunter die 1958 gegründete Universidad Tecnológica de Pereira. Weitere Hochschulen sind die Universidad Católica de Pereira, die Universidad Libre, die Fundación Universitaria del Área Andina, die Universidad Cooperativa de Colombia, die Universidad Santo Tomás, die Universidad Antonio Nariño und die Universidad Autónoma de las Américas.

## Söhne und Töchter der Stadt
- Lucy Tejada (1920–2011), Malerin
- César Gaviria Trujillo (* 1947), Präsident Kolumbiens 1990–1994
- Rodrigo Rivera (* 1963), Politiker, Minister und Botschafter
- José Santa (* 1970), Fußballspieler und -trainer
- Santiago Giraldo (* 1987), Tennisspieler
- Alejandro García Ríos (* 1987), Jurist, Hochschullehrer und Politiker
- Andrés Arroyave (1990–2018), Fußballspieler
- Eduardo Struvay (* 1990), Tennisspieler
- Sandra Arenas (* 1993), Geherin
- Cucho Hernández (* 1999), Fußballspieler
- Samy Merheg (* 2006), kolumbisch-libanesischer Fußballspieler